# معركة لشكر كاه
معركة لشكر كاه، إحدى معارك حملة طالبان العسكرية في 2021، انتهت في 13 أغسطس 2021، بسيطرة الحركة على لشكر كاه، عاصمة ولاية هلمند في جنوب غرب أفغانستان، الولاية المجاورة لإيران وباكستان. بدأ مقاتلو حركة طالبان بمهاجمة المدينة في 29 يوليو 2021، حيث قاتلوا قوات الأمن الوطني الأفغاني المتمركزة دفاعًا عنها، وشاركت الولايات المتحدة بشن غارات جوية في محاولة لمساعدة تلك القوات على صد هجوم طالبان. دارت الاشتباكات العسكرية بين الطرفين في محيط مقر الحاكم ومقر مديرية الأمن الوطني ومقر الشرطة والسجن. في 12 أغسطس 2021، سيطر مقاتلو طالبان على مقر الشرطة، الأمر الذي بدأ على إثره إجلاء القوات الحكومية المتبقية في المدينة، قبل أن تستلم في مساء ذلك اليوم وليلة 13 أغسطس 2021، ما بقي من القوات لطالبان. أشارت تقارير إلى سقوط قتلى مدنيين خلال معركة لشكر كاه.